# Fred Costa
Frederico Borges da Costa, mais conhecido como Fred Costa (Belo Horizonte, 12 de julho de 1977) é um político brasileiro, atualmente deputado federal e filiado ao Partido Renovação Democrática (PRD).

## Vida política

### Vereador de Belo Horizonte
Foi eleito vereador de Belo Horizonte em 2004, com apenas 26 anos, obtendo 4.244 votos (0,33% dos válidos). Em 2008, foi reeleito com 12.183 votos. 
Em 2009, foi um dos únicos vereadores na Câmara Municipal de Belo Horizonte a se posicionar contrário a um projeto da Prefeitura de Belo Horizonte que propunha um aumento de até 150% do IPTU.
Enquanto vereador, Fred Costa também apresentou o projeto de lei que seria sancionado na Lei Municipal 9.830, de 2010, que passou a proibir a utilização de animais em circos na capital mineira.

### Deputado estadual de Minas Gerais
Foi eleito deputado estadual de Minas Gerais em 2010 com 38.419 votos (0,37% dos válidos) pelo Partido Humanista da Solidariedade (PHS). Em 2014, foi reeleito com 70.823 votos (0,68% dos válidos), dessa vez pelo Partido Ecológico Nacional (PEN). 
Enquanto deputado estadual, continuou a se posicionar contra o aumento de impostos. Em 2014, esteve à frente de uma ação do Partido Ecológico Nacional (PEN) contra o executivo municipal de Belo Horizonte que pretendia aumentar em 20% o ITBI. Fred Costa também votou contra o aumento do ICMS em Minas Gerais em 2014, 2015 e 2017.
Em 2017, esteve à frente de uma Ação Direta de Inconstitucionalidade movida pelo antigo Partido Ecológico Nacional (PEN) contra a Prefeitura de Nova Lima, julgada procedente pelo TJMG, que julgou inconstitucional a taxa de limpeza pública cobrada pelo município.
Ao longo dos seus dois mandados de deputado estadual, de 2011 a 2018, Fred Costa foi autor de quase todas as leis referentes a direitos dos animais aprovadas em Minas Gerais, incluindo a Lei 23.050, de 2018, que passou a proibir a utilização de animais em experimentos para a indústria de cosméticos.

### Deputado federal por Minas Gerais
Em 2018, foi eleito deputado federal por Minas Gerais pelo Patriota, alcançando 87.446 votos (0,87% dos válidos).  Em 2022, foi reeleito deputado federal por Minas Gerais, também pelo Patriota.
Em setembro de 2020, foi aprovada a Lei N.º 14.064, popularmente conhecida como "Lei Sansão", de sua autoria, que aumentou a pena de maus-tratos contra cães e gatos para 2 a 5 anos de reclusão (anteriormente a pena era de detenção de 3 meses a um ano e multa, o que em sua grande maioria acabava por ser convertida em penas alternativas, como prestação de serviços ou pagamento de cestas básicas). A Lei Sansão é considerada o maior avanço da história do ordenamento jurídico brasileiro referente aos direitos dos animais.
Em 2021, Fred Costa foi o relator do Projeto de Lei 5516/19, que foi promulgado na Lei 14.193/21, que instituiu a Sociedade Anônima do Futebol (SAF), possibilitando um novo grau de profissionalismo e responsabilidade financeira nas gestões do futebol brasileiro. A atuação de Fred Costa como relator neste processo foi elogiada por diversos clubes de futebol e por grandes nomes da imprensa nacional.
Em 2019, teve um papel fundamental para que fosse barrada na Câmara dos Deputados uma alteração ao projeto de lei 3.723/19, que facilitaria a liberação da caça de animais silvestres. No Dia Internacional da Biodiversidade, em parceria com ONGs internacionais e nacionais, ativistas, mundo acadêmico e artistas, Fred Costa realizou no Congresso Nacional uma manhã de ações Contra a Liberação da Caça. Após o evento, Fred Costa entregou ao líder de governo um abaixo assinado com aproximadamente 50.000 assinaturas contra os projetos de lei que tramitavam na casa legislativa que visavam a legalização da caça de animais. Também foi entregue um manifesto assinado por 300 entidades, 399 membros da comunidade acadêmica e 70 artistas.
Ao longo do seu primeiro mandato como deputado federal, de 2019 a 2022, Fred Costa destinou mais de R$ 11 milhões de emendas parlamentares para municípios de Minas Gerais, o que possibilitou, em uma ação conjunta com o Ministério Público (Projeto Prodevida), na criação do maior programa de castração de animais da história do Brasil. Atualmente, Fred Costa tem viabilizado a implementação do um novo projeto de castração de animais, intitulado “Projeto Vivi”. Com foco na região norte de Minas Gerais, cerca de 250 cães e gatos estão sendo castrados, cada semana em um novo município.
Fred Costa é o autor do projeto de lei 1494/21, que busca tipificar a prática de zoofilia como crime de maus-tratos contra os animais, estipulando pena de 2 a 5 anos de reclusão.
Fred Costa é o relator do projeto de lei 13/2022, popularmente conhecido como “Lei Joca”, que visa exigir de companhias aéreas condições de mais segurança e conforto no transporte de animais domésticos. A proposição também estabelece que as companhias deverão oferecer um serviço de rastreamento dos animais durante o transporte, permitindo aos seus tutores acesso a informações em tempo real sobre a localização dos seus pets. A proposição foi aprovada no dia 8 de maio na Câmara dos Deputados e aguarda apreciação do Senado.

## Desempenho eleitoral
| Ano  | Eleição                     | Partido  | Cargo             | Votos   | %     | Resultado | Ref.   |
| ---- | --------------------------- | -------- | ----------------- | ------- | ----- | --------- | ------ |
| 2004 | Municipal de Belo Horizonte | PHS      | Vereador          | 4 244   | 0,33% | Eleito    | [ 18 ] |
| 2008 | Municipal de Belo Horizonte | PHS      | Vereador          | 12 183  | 0,97% | Eleito    | [ 19 ] |
| 2010 | Estaduais em Minas Gerais   | PHS      | Deputado estadual | 38 419  | 0,42% | Eleito    | [ 20 ] |
| 2014 | Estaduais em Minas Gerais   | PEN      | Deputado estadual | 70 823  | 0,68% | Eleito    | [ 21 ] |
| 2018 | Estaduais em Minas Gerais   | Patriota | Deputado federal  | 87 446  | 0,87% | Eleito    | [ 22 ] |
| 2022 | Estaduais em Minas Gerais   | Patriota | Deputado federal  | 158 453 | 1,41% | Eleito    | [ 23 ] |